# Bundesautobahn 21
De Bundesautobahn 21 (kort BAB 21, A21 of 21) is een autosnelweg in de Duitse deelstaat Sleeswijk-Holstein die tot nu toe een verbinding vormt tussen de A1 bij Hammoor en Nettelsee (ongeveer 15 kilometer ten zuiden van Kiel).
Doortrekking staat aan beide zijde gepland. Richting het noorden zal de snelweg worden doorgetrokken tot Kiel, in de richting van het zuiden tot de A39 bij Lüneburg. Deze weg zal als ontlasting dienen voor de overvolle wegen rond Hamburg. De geplande verlenging tot de A7 bij Egestorf is ondertussen verworpen. 
De A21 volgt grotendeels het tracé van de Bundesstraße 404.

## Geschiedenis
De voorloper van de A21, de B404, ontstond in de jaren 50 als nieuwe weg om in het bijzonder de forenzen van en naar Kiel evenals het verkeer naar de Oostzeehavens te bedienen. Bovendien zou ook de bereikbaarheid van de toeristische gebieden aan de Oostzee en de aansluiting van de Sleeswijk-Holsteinse hoofdstad aan het Duitse langeafstandsnet gefaciliteerd worden. Het verkeer op de B404 nam sterk toe, net als de ongevallen door overstekend wild en de kruispunten met de lokale wegen (die veelal door langzaam verkeer gebruikt werden). Om het aantal ongevallen terug te dringen en de hoge intensiteiten te bedienen werd de weg versneld verbreed naar 2x2 rijstroken.
In 1972 werd het eerste deel van de A21 (toen nog als bundesstraße gecategoriseerd) tussen de aansluitingen Wankendorf en Bornhöved geopend, die de B404 die dwars door beide dorpen liep verving. 
Medio jaren 80 volgde de verbreding naar 2x2 rijstroken tussen Neversdorf en Bad Oldesloe. In 1992 werd het traject tussen Negernbötel en Neversdorf uitgebreid en in 1998 kon de onderbreking tussen Bad Oldesloe en de A1 gesloten worden. In hetzelfde jaar volgde ook de opwaardering van het omgebouwde stuk tussen Negernbötel en Kreuz Bargteheide tot snelweg. 
Op 14 november 2005 kon het volgde bouwdeel van Bronhöved tot Trappenkamp geopend worden. Bij de ombouw van de weg werd ook het kruispunt met de K52, een blackspot, ongelijkvloers gemaakt.
Het trajectdeel tussen Trappenkamp en Negernbötel was vanaf augustus 2004 in bouw en kon op 2 juli 2008 voor het verkeer vrijgegeven worden. Het grootste kunstwerk in dit deel is het ecoduct Kiebitzholm met een lengte van 35 meter en een breedte van 47 meter. Tevens werden aan beide zijde wildhekken gebouwd en een speciale onderdoorgang voor otters gebouwd. Inclusief grondaankopen kostte dit 8,6 kilometer lange deel rond de €26 miljoen. De al voor de verbreding gebouwde verzorgingsplaats Schackendorf(-Ost) met bijbehorend motel kon behouden blijven. Sindsdien heeft de A21 tussen Wankendorf en Bargteheide over de volledige lengte 2x2 rijstroken.
Een verder trajectdeel werd in december 2010 bij Kiel-Wellsee voor het verkeer vrijgegeven. De B404 heeft net als de A21 gescheiden rijbanen met 2x2 rijstroken en vluchtstroken, de omgebouwde B404 met de nieuwe aansluiting voor het bedrijventerrein aan de Wellseedam verbonden en kreeg ook de benodigde geluidsreducerende maatregelen. Dit deel heeft nog geen snelwegstatus en zal deze pas krijgen wanneer de A21 vanuit het zuiden verlengd is.
Door de om- en nieuwbouw en de daaruit resulterende omzetting van de B404 tot snelweg werden talrijke vrijliggende fietspaden ingericht. Fietsers moeten hierbij op een aantal oude delen van de B404 een omweg tot de koop toenemen. 

## Bouw en plannen

### Kiel tot Stolpe
De ombouw van de B404 tussen Kiel en Nettelsee en de daarbij behorende opwaardering naar A21 is in het Bundesverkehrswegeplan 2030 opgenomen met een hoge prioriteit (vordringlicher Bedarf).

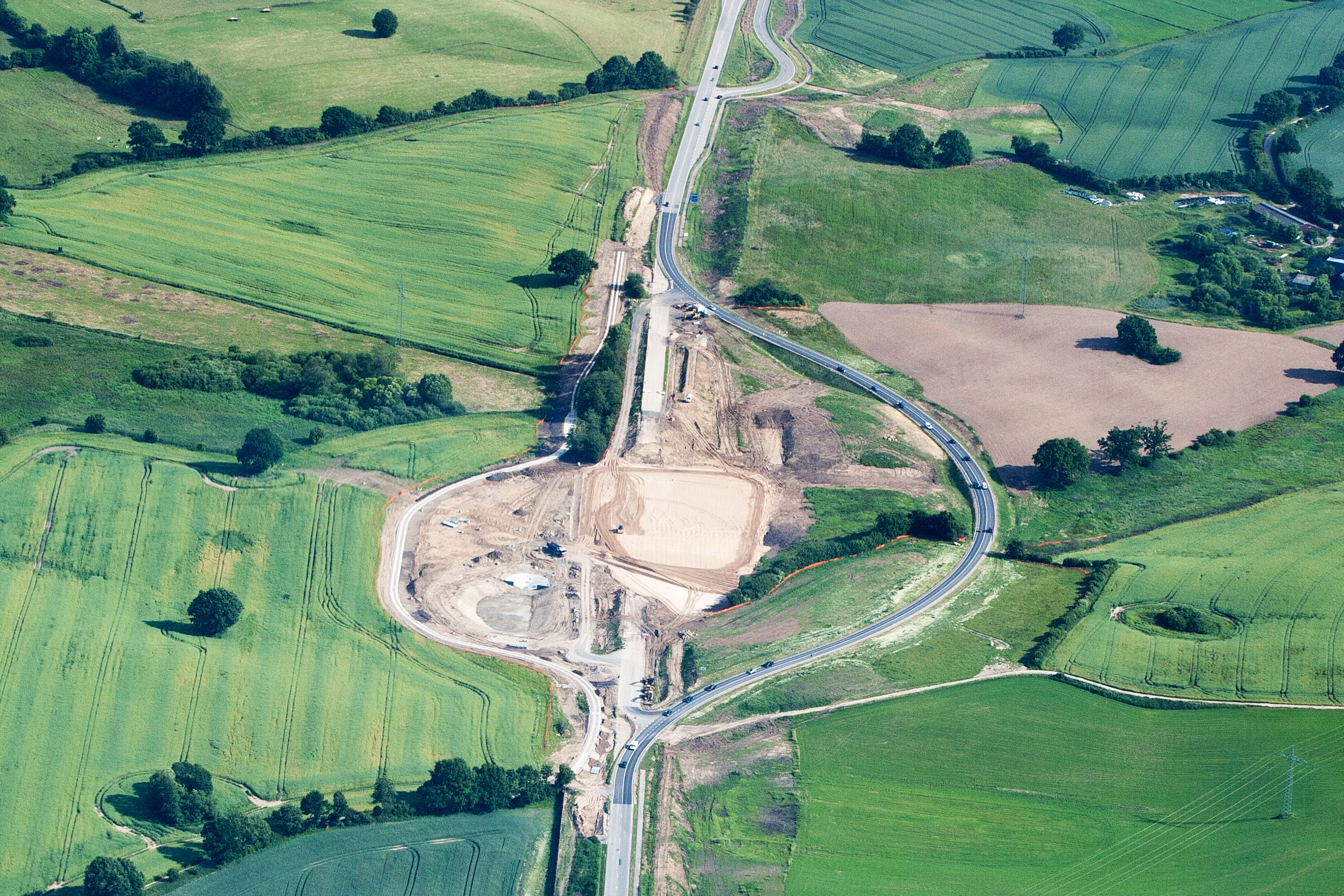
Ombouw van de B404 naar A21 bij Stolpe. (2012)

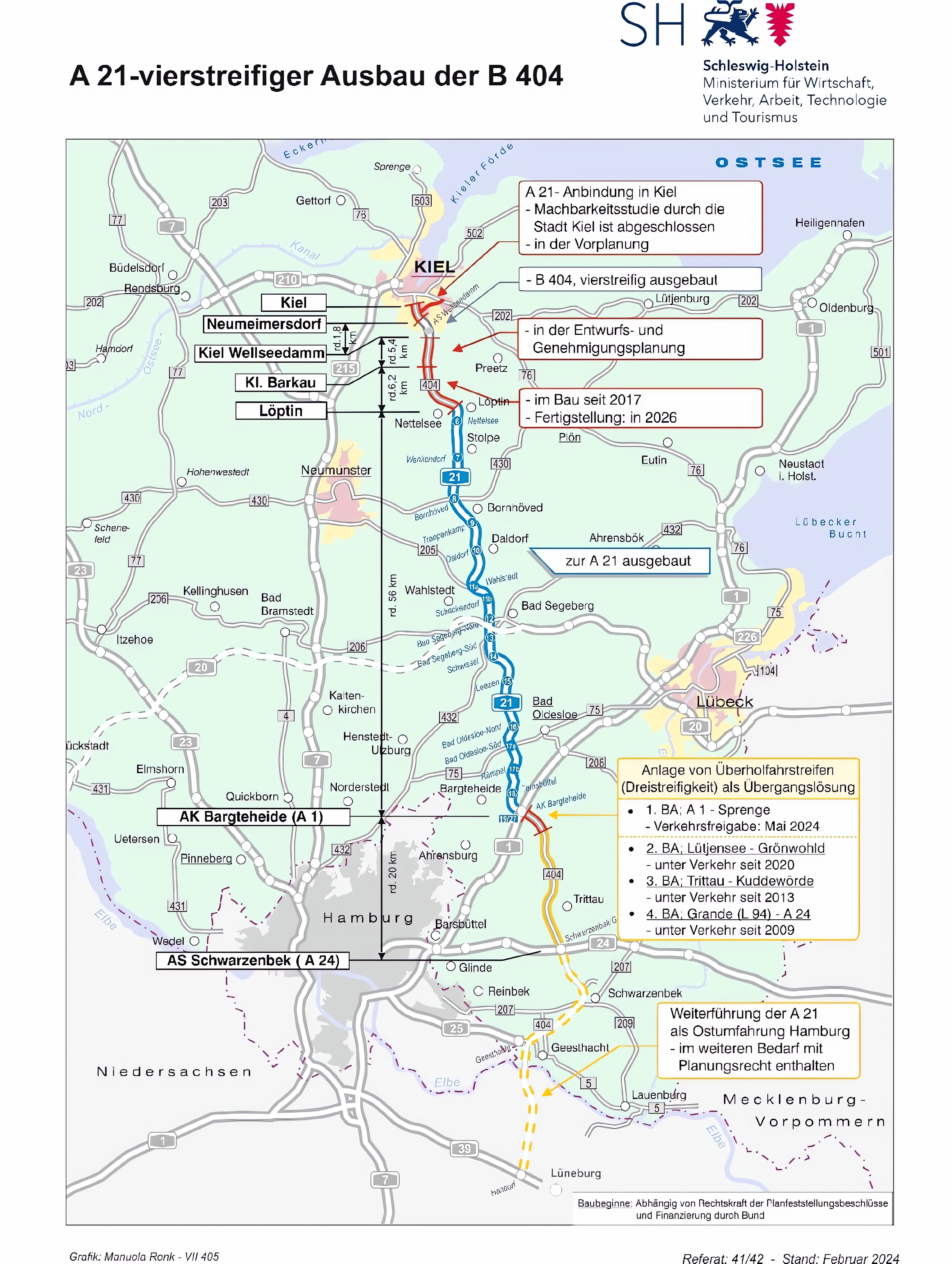
Overzicht project ombouw B404 (stand januari 2016)

Op 18 november 2011 begonnen bij Stolpe de werkzaamheden voor het ongeveer 4 kilometer lange deeltraject tot Löptin voor de verlenging van de A21 richting Kiel. Naast de ombouw van de B404 moest ook de L67 verlegd worden. Eveneens werden twaalf bruggen, 1120 meter geluidsscherm, een onderdoorgang voor wild bij Depenauer Moor, twee meter hoge wanden waardoor vleermuizen kunnen oversteken, een parkeerplaats en de aansluiting Nettelsee gebouwd. Bovendien moest het tankstation Nordoel bij Löptin door de werkzaamheden gesloopt worden zonder vervanging. De kosten voor dit trajectdeel werd in de planningsfase rond de €50 miljoen geschat.
Na bijna drie jaar bouwtijd kon de eerste tweeënhalve kilometer van het trajectdeel tussen Stolpe en Nettelsee op 2 december 2014 voor het verkeer vrijgegeven. Het grootste kunstwerk is het €3,7 miljoen kostende en 50 meter brede natuurbrug, bovendien werden de parkeerplaats Depenauer Moor (in zuidelijke richting) en de parallel verlopende K43 opnieuw ingericht. Grote problemen ontstonden bij het tot 23 meter diepe veengrond, waarvoor tot 150.000 m³ grond werd vervangen door een steviger soort waardoor de kosten stegen en de bouw langer duurde.
De ondergrond in de nabijheid van de aansluiting Nettelsee was eveneens zwak, waardoor de weg hier gefundeerd is met ongeveer 1.500 betonpalen en een extra textielnet nodig was om de slappe grond vast te houden. Ook hierdoor stegen de bouwkosten naar minstens €66 miljoen.
Op 21 april 2017 werd het verkeer provisorisch over de nieuw gebouwde verbindingsweg tussen Stolpe en Nettelsee, die later parallel aan de snelweg loopt, evenals via het westelijke deel van de aansluiting Nettelsee geleid. De L67 in de richting van Ascheberg werd rond de 500 meter naar het noorden verlegd en loopt sindsdien direct naar Nettelsee. Hierdoor moesten twee bruggen nieuw gebouwd worden, welke één ter hoogte van de A21 bij Nettelsee en de andere, rond de 100 meter westelijk daarvan, die over de Nettelau gaat.
Het trajectdeel van het toenmalige einde bij Depenau tot de aansluiting Nettelsee kon al op 9 december 2017, rond de vijf maanden eerder dan gepland, vrijgegeven worden. De investering voor het 2,1 kilometer lange trajectdeel was ongeveer €22 miljoen.
Het volgende deel welke omgebouwd wordt is het zes kilometer lange deel tot Klein Barkau. Het daarbij behorende tracébesluit werd op 21 december 2016 genomen, met het verlopen van de inspraaktermijn op 4 april 2017 werd het onherroepelijk. Voordat aan de bouw begonnen kan worden is nog een bestemmingsplanverandering nodig, welke de verbreding van de verbindingsweg tussen Klein Barkau en Nettelsee evenals de daaraan parallel lopende voet- en fietspad omvat. Het deelstaatverkeersministerie maakte van dit trajectdeel een pilotproject voor het versnellen van de procedures voor infrastructuurprojecten. Nadat in juni 2017 de benodigde Bondsmiddelen ter hoogte van €65 miljoen zeker gesteld was, zou in de herfst van 2018 met de bouw van de verkeersburg over de A21 voor de K10 ter hoogte van Nettelsee gestart worden. Deze zal niet voor 2022 gereed zijn.
Wanneer verder wordt gebouwd van Klein Barkau tot Kiel is nog niet bekend. Enerzijds is de financiering via Bondsmiddelen nog niet verzekerd, anderzijds zijn andere verkeersprojecten in Sleeswijk-Holstein die bij de deelstaatregering een hogere prioriteit genieten (Vaste Fehmarnbeltverbinding; verbreding naar 2x3 rijstroken van de A1 en de A7). Voor de omgeving van Kiel is een haalbaarheidsstudie door de stad Kiel uitgevoerd, die alleen nog door de Bond en de deelstaat aangevuld moet worden.
| Bouwdeel | Trajectdeel                                                     | Status                                                       | Lengte (in km) | Kosten (in miljoen €) |
| -------- | --------------------------------------------------------------- | ------------------------------------------------------------ | -------------- | --------------------- |
| 1a/b     | Kiel-Segeberger Landesstraße (B76) - aansl. Kiel-Neumeimersdorf | Haalbaarheidsonderzoek afgerond                              | 2              | 14,4                  |
| 1c       | aansl. Kiel-Neumeimersdorf - aansl. Kiel-Wellseedamm            | gereed (sinds 2011; momenteel onder het nummer B404)         | 1,8            | onbekend              |
| 2        | aansl. Kiel Wellseedam - aansl. Klein Barkau                    | voorbereiding van de tracéprocedures                         | 5,4            | ca. 45                |
| 3a       | aansl. Klein Barkau - Nettelsee                                 | bouwrecht (sinds 4 april 2017)                               | 6,2            | 65                    |
| 3b       | Nettelsee - Löptin                                              | in bouw (sinds oktober 2017 tot ca. 2022)                    | 1,6            | 24                    |
| 3b       | Löptin - Depenau                                                | gereed (bouwstart: november 2011; vrijgave: 9 december 2017) | 2,1            | 22                    |
| 3b       | Depenau - Stolpe                                                | gereed (bouwstart: november 2011; vrijgave: 2 december 2014) | 2,0            | 20                    |
| Totaal:  | Totaal:                                                         | Totaal:                                                      | 21,1           | >190                  |

### Gepland knooppunt bij Bad Segeberg

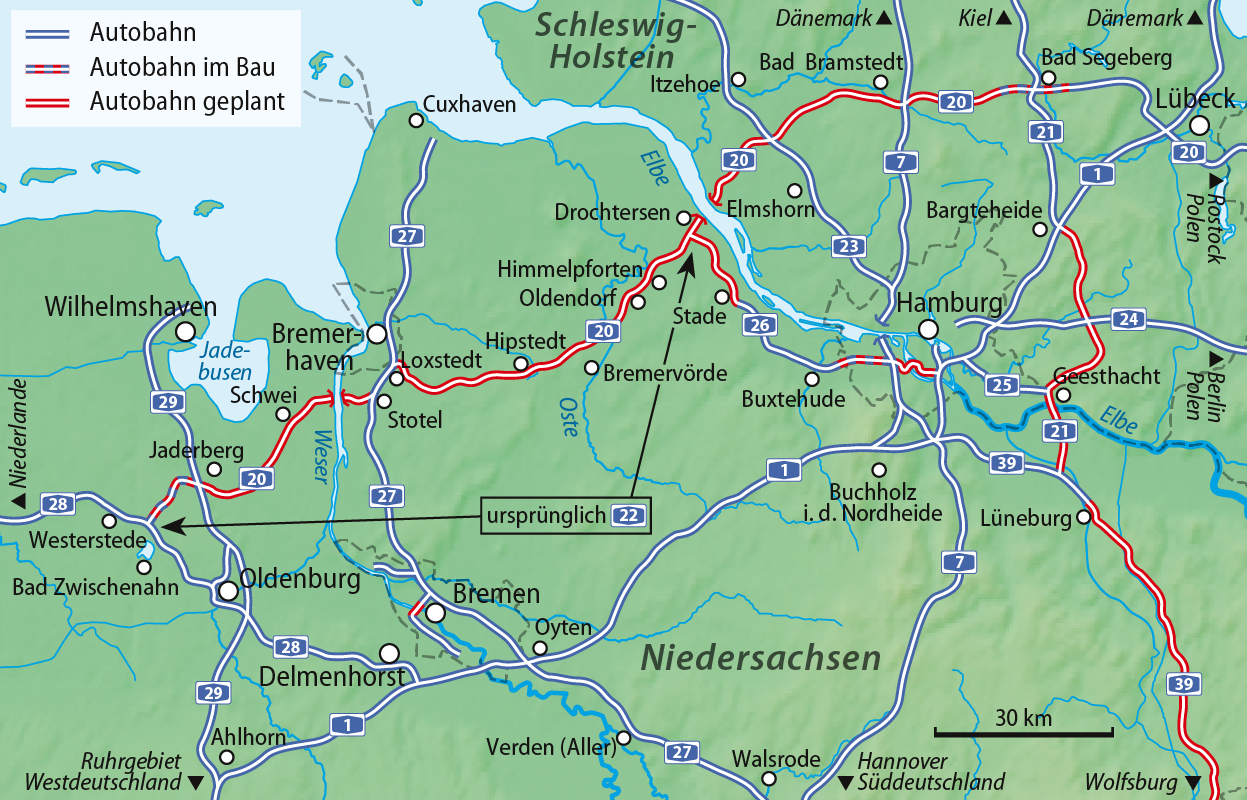
Kaart van alle geplande snelwegen rondom Hamburg. (stand 2009)

Door de geplande verlenging van de A20 als Nord-West-Umfahrung Hamburg van Lübeck in de richting van Bremerhaven zal ook een knooppunt met de A21 bij Bad Segeberg ontstaan. Deze zou oorspronkelijk in de omgeving van de bestaande aansluitingen Bad Segeberg-Nord en -Süd gebouwd worden, alleen het definitieve tracé staat nog ter discussie omdat het noordelijke tracé als stadssnelweg als ook het zuidelijke tracé de Schwissellinie verworpen werden. Door een uitspraak van de landelijke bestuursrechter in maart 2014 werd een bouwverbod van minstens twee jaar afgekondigd ter bescherming van de rond de 20.000 vleermuizen, die in de kalksteengrotten rond Bad Segeberg overwinteren, legde de werkzaamheden stil. Mogelijk dreigt een herstart van de volledige tracéprocedures voor het derde bouwdeel van de A20 tussen Weede en Wittenborn.

### Bargteheide tot Schwarzenbek
In het Bundesverkehrswegeplan 2003 (vervallen) was een verlenging van de A21 vanaf het huidige einde bij Bargteheide tot Schwarzenbek, de eigenlijke uitbreiding van de B404 naar 2x2 rijstroken nog met een lage prioriteit met onderzoekrecht (weiteren Bedarf mit Planungsrecht) opgenomen, maar de plannen werden echter niet geschrapt. In het nieuwe Bundesverkehrswegeplan 2030 (gepubliceerd in 2016) heeft dit deel een hoge prioriteit (vordringlicher Bedarf) gekregen, maar een realisatie is pas op lange termijn te verwachten. 
De A21 eindigt momenteel bij Kreuz Bargteheide en gaat vanaf hier verder als B404. Echter het viaduct over de A1 heeft maar één rijstrook per richting, waardoor een ombouw van het knooppunt bij de verlenging van de A21 in zuidelijk richting noodzakelijk is.
Vanaf het genoemde knooppunt is de B404 tot de aansluiting aan de A24 over een traject van bijna 20 kilometer kruisingsvrij omgebouwd. Vanaf Trittau is de weg een autoweg en is uitgevoerd als driestrooksweg met wisselende inhaalstrook. Deze zogenaamde 2+1-weg is een overgangsoplossing en voorbereiding voor de ombouw tot autosnelweg. Met de uitbreiding naar drie stroken werd in 2009 tussen de A24 en Grande (4de bouwdeel) begonnen, ondertussen is ook het derde bouwdeel tussen Kuddewörde en Trittau gereed. Voor de eerste beide bouwdelen tussen Bargteheide en Sprenge respectievelijk tussen Lütjensee en Grönwohld lopen de tracéprocedures nog.

### Schwarzenbek tot Handorf
Hoewel de deelstaatregeringen van Sleeswijk-Holstein en Nedersaksen de verlenging van de A21 van Schwarzenbek tot Handorf voor de hoge prioriteit (vordringlicher Bedarf) aangemeld hadden, deelde de verantwoordelijke Bondsverkeersministerie dit trajectdeel zowel in het Bundesverkehrswegeplan 2003 als het nu geldende Bundesverkehrswegeplan 2030 in met een lage prioriteit met onderzoekrecht (weiterer Bedarf mit Planungsrecht). Een realisering voor 2030 is hierdoor niet te verwachten.
De plannen ziet een nieuwbouw van de A21 tussen het knooppunt bij Grande met de A24 en Geesthacht voor. Eerst zal de snelweg het oorspronkelijke tracé van de B404 verlaten en het Sachsenwald doorsnijden, om via de directe weg de A25 bij Geesthacht te bereiken. Dit tracé zorgt voor een duidelijke ontlasting van de dorpsdoorsnijding van Schwarzenbek, maar zorgt voor een ernstige aantasting van het recreatiegebied Sachsenwald. 
Tussen de aansluitingen Geesthacht (A25) en Handorf (A39) is een ombouw naar 2x2 rijstroken van het al bestaande tracé van de B404 gepland. Tussen Geesthacht en Marschacht-Rönne is een uitbreiding van de huidige Elbekruising nodig. De financiering van rond de €20 miljoen voor het laatste deel is nog ongewis, omdat de Elbekruising van de A20 bij Glückstadt een hogere prioriteit heeft. 
Voor het rond de 34 kilometer lange stuk snelweg worden de kosten tot over de €264 miljoen geschat.
Wanneer de volledige A21 tot de A39 bij Handorf gereed is evenals het gereedkomen van de A39 tussen Lüneburg en Wolfsburg zal een doorgaande route ontstaan van Kiel tot Dreieck Salzgitter, die parallel aan de A7 verloopt en deze zal in het bijzonder de agglomeratie van Hamburg ontlasten.

## Verworpen plannen

### Aansluiting Kiel-Edisonstraße
Oorspronkelijke plannen zagen een aansluiting van de Edisonstraße op de A21 voor. Doel was het huidige bedrijventerrein beter te ontsluiten. Deze geplande aansluiting was maar 400 meter verwijderd van de al aangelegde aansluiting Kiel-Wellseedamm, waardoor de verwachte verkeersintensiteiten te laag is voor de wegbeheerder om een aansluiting te rechtvaardigen. Hoewel meerdere verkeersonderzoeken tot de conclusie kwamen dat de aansluiting Edisonstraße noodzakelijk is, ontdekte de Bondsrekenkamer meerdere fouten in deze onderzoeken en adviseerde de Bond geen geld voor de bouw beschikbaar te stellen. De kosten van circa €3,7 miljoen zal dan alleen door de stad Kiel gedragen moeten worden en zij zien onder deze omstandigheden af van deze aansluiting en hebben zich volledig ingezet voor de ombouw van de aansluiting Kiel-Wellseedamm.

### Aansluiting op de A7 bij Egestorf
Een verlenging van de A21 vanaf Kreuz Handorf tot de A7 werd oorspronkelijk nagestreefd, echter door de hoge ecologische risico's verworpen. Het geplande tracé zou een aansluiting bij Mechtersen en Salzhausen evenals een knooppunt bij Egestorf met de A7 krijgen, tevens zou het dwars door het Natuurpark Lüneburger Heide gaan. Daarom werd een aanmelding voor het Bundesverkehrswegeplan 2030 door de deelstaatregering van Nedersaksen afgezien.
Het nog steeds toenemende verkeer kan als alternatief ook de (nog deels in tracéprocedures bevindende) A39/B4 in de richting van Wolfsburg rijden respectievelijk de A39 richting het noorden bij aansluiting Winsen-Ost de snelweg te verlaten en naar de A7 bij Thieshope te wisselen.

## Trivia
- De nieuwbouw van het ecoduct bij Negernbötel haalde het zwarte boek van 2005 van de Bond voor Belastingbetalers (Duitse vereniging voor het verlagen en tegen het verkwisten van belastinggeld evenals het reduceren van bureaucratie en de staatsschuld). Hoewel de noodzaak van het bouwwerk niet werd betwist, werden wel vragen gesteld over de uitvoering van het ecoduct, in het bijzonder de breedte van rond de 50 meter. Volgens critici had deze een stuk smaller gekund, een veilige kruising van de snelweg door het wild is dan nog steeds gewaarborgd. De kosten van circa €2,5 miljoen had daardoor zeker gereduceerd kunnen worden.[14]
- Voor de verlenging van de A21 vanaf Kreuz Bargteheide tot aan Lüneburg respectievelijk Egestorf strijdt het initiatief A21-jetzt, een samenwerking van de ADAC Hansa, de Kamers van Koophandel van Hamburg, Lübeck, Lüneburg-Wolfsburg en Braunschweig evenals de Nordland-Autobahn-Verein.[15]
- De olympisch kampioen kanoslalom van 1972, Reinhard Eiben, exploiteerde tot de sloop, door de bouw van de A21, meer dan 20 jaar een tankstation aan de B404 bij Löptin.[16]
- Nagenoeg het gehele tracé van de vroeger geplande A263 is onderdeel van het huidig geplande zuidelijke deel van de A21.